# Tito Junco
Tito Junco (3 d'octubre de 1915 - 9 de desembre de 1983) va ser un actor de l'Època d'Or del cinema mexicà.

## Biografia
Augusto Gerardo Junco Tassinari va néixer el 3 d'octubre de 1915 a Gutiérrez Zamora, Veracruz, Mèxic. Fill de Silvio Junco, d'origen cubà i Enriqueta Tassinari, descendent d'italians. Germà de l'actor Víctor Junco i Luisa Virginia. Va estudiar en l'Acadèmia Naval de Veracruz. Es va traslladar a Mèxic, D.F. al costat del seu germà Víctor l'any de 1935. Es va iniciar com a actor al cinema interpretant petits personatges. A la fi dels anys 30 va obtenir els seus primers papers importants, desenvolupant una carrera duradora i rellevant. Va treballar en al voltant de 200 pel·lícules. Després va treballar en el teatre i la televisió. Mai es va casar ni va tenir fills, però va estar unit sentimentalment a les actrius María Félix i Dolores del Río, qui va ser el gran amor de la seva vida.
Al costat del seu germà Víctor Junco, va interpretar petites aparicions en cintes com: La Adelita i Los millones de Chaflán, aconseguint fins i tot treballar en produccions estatunidenques, destacant El capitán aventurero i El Cementerio de las Águilas, alhora que treballava amb Luis Buñuel a La muerte en este jardín, Una mujer sin amor i El ángel exterminador.
Va participar en al voltant de 200 pel·lícules, destacant en cintes com Aventurera (en la que va encarnar a Lucio "El Guapo", al costat de Ninón Sevilla), Islas Marías, El conde de Montecristo, Cárcel de mujeres, La Señora de Fátima, El ángel exterminador, Marejada (pel·lícula), Tiburoneros i Balún Canán.
Tito Junco va tenir l'oportunitat de treballar en altres importants produccions fílmiques, compartint crèdits amb actors de la talla d'Alejandro Ciangherotti, Elda Peralta, Emma Roldán, Fernando Rey, Joaquín Cordero, Jorge Negrete, Lupe Inclán, Mario Moreno "Cantinflas", Michel Piccoli, Rosario Granados, Silvia Pinal, Sonia Infante i Simone Signoret. A més, va ser dirigit per grans realitzadors, entre els quals destaquen Luis Buñuel, Miguel M. Delgado, Norman Foster i Rafael Gil.
Va morir el 9 de desembre de 1983 en la Ciutat de Mèxic a conseqüència d'un atac al cor als 68 anys d'edat. Les seves restes descansen al Panteón Jardín, Lot de l'A.N.D.A., a la mateixa ciutat.